# Ebele Okoye
|  | No s'ha de confondre amb Ebele Okoye (farmacèutica). |

Ebele Okoye (6 d'octubre de 1969, Onitsha, Nigèria) és una pintora i animadora nigeriana, resident a Colònia, Alemanya, des de l'any 2000.

## Biografia
Okoye va estudiar Disseny gràfic a l'Institut d'Administració i Tecnologia d'Enugu entre 1985 i 1989. Va arribar a Alemanya el 2000, convidada per un programa de la Universitat de Colònia, que va deixar per entrar a Disseny de comunicacions de la Universitat de Ciències Aplicades de Düsseldorf. Entre 2003 i 2004, Okoye va participar en l'elaboració de pel·lícules d'animació 2D a l'Escola internacional de cinema de Colònia. Parla l'Igbo, anglès, i alemany.
Ebele Okoye és una artista activa als mitjans de comunicació i ha fet diverses exposicions individuals i col·lectives. És fundadora del laboratori de mitjans de comunicació Shrinkfish, una empresa de producció d'Abuja. El 2016 va anunciar que volia fer una pel·lícula que seria com una barreja de Les Cròniques de Nàrnia i Pocahontas.

## Guardons
El seu projecte de 2007 anomenat Anna Blume, basat en un poema de 1919 de Kurt Schwitters va guanyar el premi d'animació de la Fundació Robert Bosch Fundació. Okoye ha guanyat dos African Movie Academy Awards per The Lunatic (2008) i The Legacy of Rubies (2015). "No vaig fer aquesta pel·lícula per aconseguir premis", va dir en el seu discurs d'acceptació per a aquest últim, a Sud-àfrica. "Vaig fer aquesta pel·lícula, per inspirar a tots els animadors africans que volen fer pel·lícules d'animació." The Legacy of Rubies va ser una de les dues pel·lícules de tancament del festival de cinema de 2015 de Silicon Valley. La mateixa pel·lícula es va estrenar al Toronto Festival de cinema Negre de 2016.